# 亜塩素酸塩

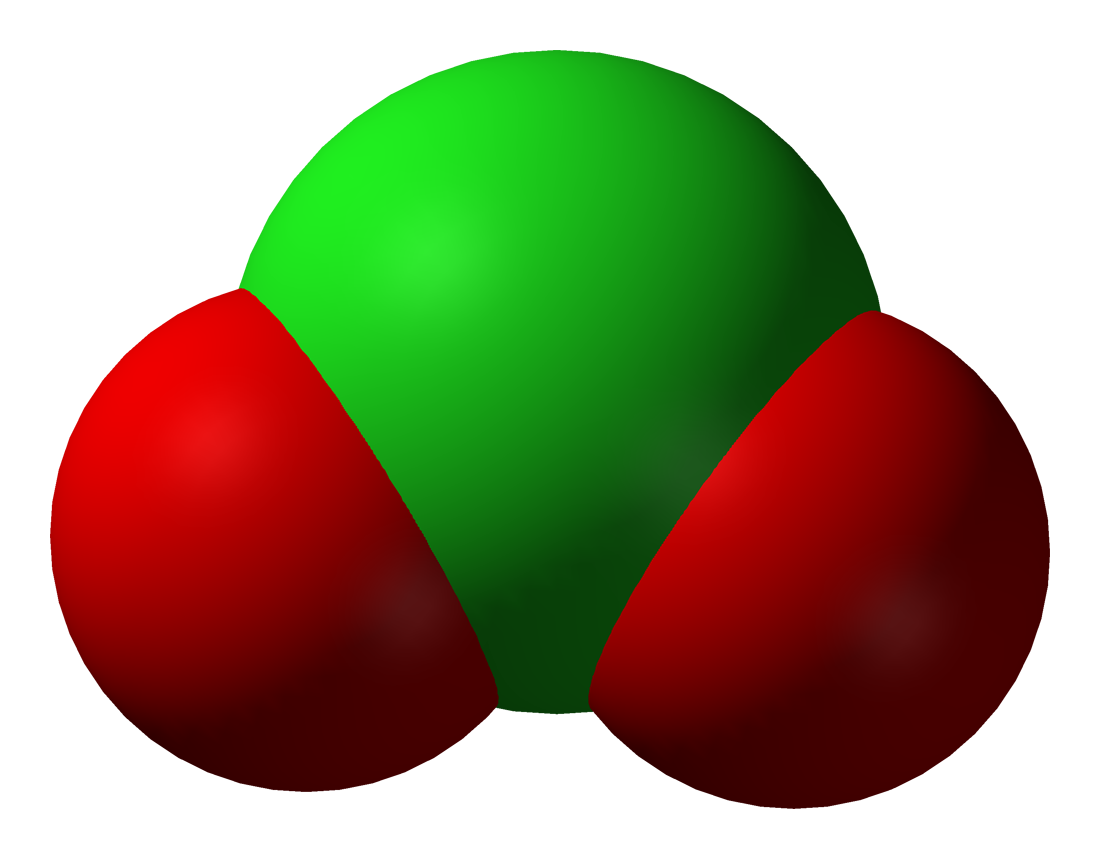
亜塩素酸イオンの空間充填モデル。

亜塩素酸塩（あえんそさんえん、英: chlorite）は、塩素原子1個と酸素原子2個からなる亜塩素酸イオン (英: chlorite ion、ClO2-) を持つ塩である。

## 酸化数
塩素原子は塩化物イオン、次亜塩素酸イオン、亜塩素酸、塩素酸、過塩素酸のときそれぞれ−1, +1, +3, +5, +7の酸化数を取る。
| 酸化数     | −1           | +1               | +3             | +5           | +7             |
| アニオン名 | 塩化物イオン | 次亜塩素酸イオン | 亜塩素酸イオン | 塩素酸イオン | 過塩素酸イオン |
| イオン式   | Cl-          | ClO-             | ClO2-          | ClO3-        | ClO4-          |
| 構造       | 塩化物イオン | 次亜塩素酸イオン | 亜塩素酸イオン | 塩素酸イオン | 過塩素酸イオン |

## 主な亜塩素酸塩
- 亜塩素酸ナトリウム NaClO2
- 亜塩素酸マグネシウム Mg(ClO2)2

## 合成
遊離酸である亜塩素酸は低濃度のときのみ安定である。ゆえに濃縮することはできず、商業的に合成することはできない。しかし、亜塩素酸のナトリウム塩は安定であり安価に入手できる。しかしながら、重金属（銀、水銀、タリウム、鉛、銅）やアンモニウムによる塩は熱や衝撃によって爆発的に分解する。
亜塩素酸ナトリウムは塩素酸ナトリウムから間接的に合成される。始めに爆発性で不安定な二酸化塩素ガスを強酸性溶液中で適当な還元剤（例えば塩化ナトリウム、二酸化硫黄もしくは塩酸）を用いて塩素酸ナトリウムから合成する。二酸化塩素はそのとき塩基性溶液を吸収し、過酸化水素を還元して亜塩素酸ナトリウムが生じる。
{\displaystyle {\ce {2ClO2 + 2NaOH + H2O2 -> 2NaClO2 + O2 + 2H2O}}}